# Pterartoria masarangi
Pterartoria masarangi là một loài nhện trong họ Lycosidae.
Loài này thuộc chi Pterartoria. Pterartoria masarangi được Anna Maria Sibylla Merian miêu tả năm 1911.